# 赤松貞雄
赤松 貞雄（あかまつ さだお、1900年（明治33年）5月21日 - 1982年（昭和57年）8月16日）は、大正末から昭和期の陸軍軍人。階級は陸軍大佐。
東條英機大将の、陸相秘書官・首相秘書官として知られる。小松崎力雄陸軍少将は兄。

## 経歴
陸軍大佐・小松崎清職の三男として秋田県に生まれ、後に赤松久吾の養子となる。京華中学校で学び、仙台陸軍地方幼年学校（33期）を卒業。1922年（大正11年）7月、陸軍士官学校（34期）を卒業。同年10月、陸軍歩兵少尉に任官し歩兵第1連隊附となる。
1925年（大正14年）10月、歩兵中尉に昇進。1931年（昭和6年）12月、陸軍大学校（46期）に入学。1932年（昭和7年）4月、歩兵大尉に進み、1934年（昭和9年）11月、陸大を優等で卒業し歩兵第1連隊中隊長となる。
1935年（昭和10年）12月、教育総監部附勤務、1936年（昭和11年）12月、教育総監部課員を経て、1937年（昭和12年）8月、歩兵少佐に昇進し、同年11月、大本営陸軍部参謀に就任。1938年（昭和13年）7月、陸軍省副官兼陸軍大臣秘書官（板垣征四郎陸軍大臣・第1次近衛内閣）に転じた。1939年（昭和14年）3月、歩兵中佐に進み、同年5月、駐在武官としてフランスに赴任し、同年9月、スイス駐在に転じた。
1940年（昭和15年）11月、帰国して陸軍省副官兼陸軍大臣秘書官（東條英機陸軍大臣・第2次近衛内閣）となり、1941年（昭和16年）10月、陸軍大佐に昇進し内閣総理大臣秘書官（東條英機内閣）に就任。1944年（昭和19年）7月、陸軍省軍務局軍務課長に転じた。
1945年（昭和20年）2月、日中戦争に出征して歩兵第157連隊長（当時南京屯在・第61師団隷下）に就任。師団が根拠地を上海に移し、連合国軍の上陸に備え陣地構築を行っているところで終戦を迎える。
1946年（昭和21年）4月に復員 。1947年（昭和22年）11月、公職追放の仮指定を受けた。

## 栄典
外国勲章佩用允許
- 1942年（昭和17年）12月28日 - タイ王国：白象第三等勲章[3]

## 著書
- 『東条秘書官機密日誌』文藝春秋、1985年。ISBN 416339950X
- 『語りつぐ昭和史〈2〉』朝日新聞社、1976年。ISBN 4022606096

加瀬俊一・細川護貞・大井篤・賀屋興宣・青地晨との共著